# Китобойный промысел в Нидерландах

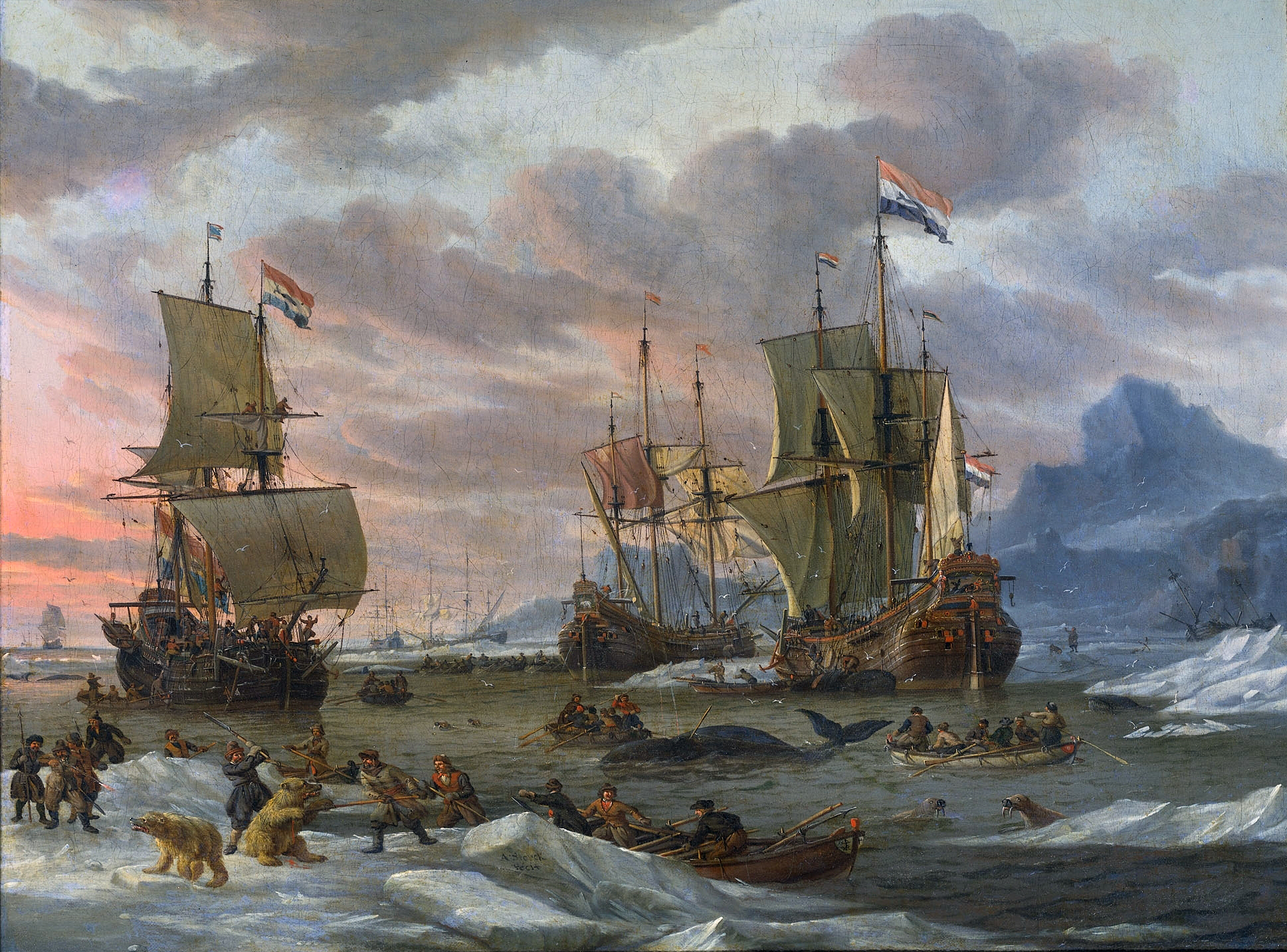
Китобойная сцена конца XVII века, художник Авраам Шторк

Китобойный промысел в Нидерландах был многовековой традицией. История голландского китобойного промысла начинается в XVII веке с освоением Арктического промысла; и рентабельность китобойного промысла в XVIII веке привела к дальнейшему росту. Усиление конкуренции и политических потрясений в Европе сказалось на стабильности этого морского судоходства в XIX веке; и комбинация этих факторов пресекло  дальнейший рост голландского китобойного промысла в Антарктике.
Современный, послевоенный китобойный промысел в Южном океане был разработан интенсивно, но продолжение роста голландского китобойного промысла было сокращенно в результате многонациональных договоров.
Текущее голландское правительство поддерживает мораторий на китобойный промысел во всем мире.

## История

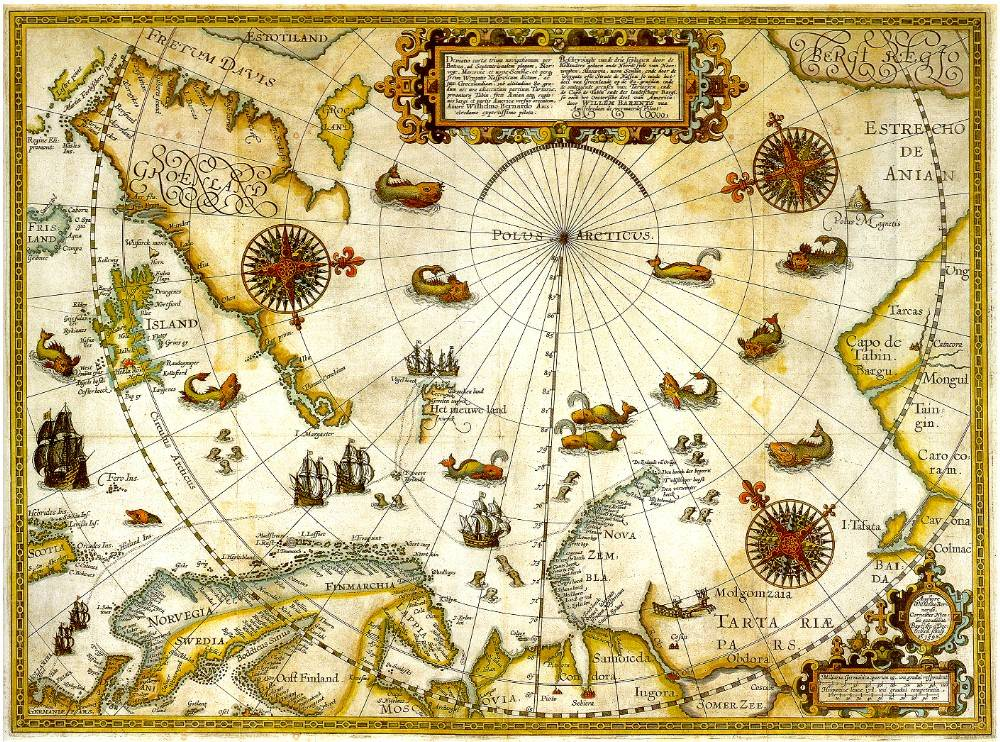
Карта Баренца, не опубликованная до 1599 года

Зачатки голландского китобойного промысла можно косвенно отнести к Виллему Баренцу (1550-1597гг), был голландским мореплавателем и исследователем, руководителем первых экспедиций на крайний север. В своём последнем рейсе, в сопровождении Баренца были Якоб Ван Хемскерк, и Геррит Де Веер, историк похода. Эта экспедиция открыла Арктический архипелаг Шпицбергена, который должен был стать основой для прибыльной, голландской претензией к китобойному промыслу в районе островов. В условиях жесткой конкуренции за лучшее место китобойного промысла, голландцы считали, что другие народы имеют небольшие права на охоту на китов в водах которого был "обнаружен" голландскими исследователями.
С развитием голландской охоты на китов и тюленей произошли изменения в составе экипажей, в судостроении, в правительственном участии и в рентабельности отрасли.

### XVII век
Число китобойных судов в Нидерландах быстро росло—более чем удвоение за десятилетие до 70 кораблей в 1654 году, и более чем в два раза, до 148 судов в 1670 году. Корабли, участвовавшие в китобойном промысле помогли сделать Голландскую Республику одной из самых богатых государств в XVII веке, но этот ресурс был истощен; и к середине 17-го века количество улова снизилось.
Китобойный промысел в водах вокруг Шпицбергена сместился после 1670 года из-за изменения миграции китов. Некоторые учёные приписывали эти изменения глобальному потеплению, но большинство склонялись к версии, что киты, которые пережили агрессивную охоту в  ранних сезонах стали просто избегать китобоев.
В 1684 году, 246 голландских китобоев захватили 1,185 китов в водах Шпицбергена. Как правило, китобойные экспедиции охотились на Гренландских китов. Их высокий процент жира в организме  означал, что они не тонули, когда были мертвы и, поэтому, их было легко отбуксировать обратно к суши.

### XVIII век

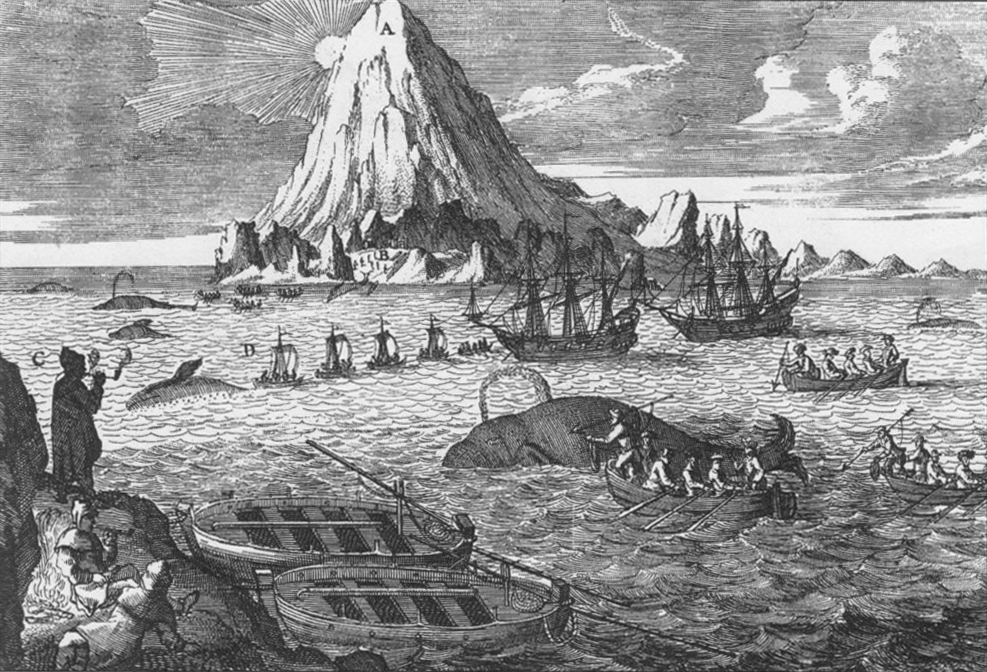
Гравюра XVIII века, показывающая голландских китобоев охотившиеся на Гренландских китов в Арктике.

В XVII и XVIII веке люди из Северо-Фризских островов пользовались репутацией очень опытных моряков, и большинство голландских китобойных кораблей, охотившись в Гренландии и на Шпицбергене  имели на борту экипаж из Северо-Фризских островов. Особенно остров Фёр был записан как оплот моряков китобойного промысла.
В 1762 году 1,186 моряков из Фёр несли службу на голландских китобойных судах, 25%  капитанов  на голландских китобойных судах были люди из Фёр.

### XIX век
Среди политических и экономических последствий амьенского мирного договора, было то, что  Мыс Доброй Надежды освобождался от Британского управления и восстановлен в Нидерландах. Это реанимировало перспективы для выгодного голландского китобойного промысла. В результате англичане, американцы и голландцы делали попытки организовать китобойный промысел в Южном океане, включая Африканский общественный промысел, который был основан в Амстердаме в 1802 году.
Значимой субсидией, выданной Королём и его министрами поддержка голландских предпринимателей, которые пытались минимизировать неконкурентоспособность в период международного китобойного промысла с аналогичными финансовыми стимулами финансируемыми правительствами многих стран. В этом контексте, отсутствие качества в искусстве судостроения и подготовки моряков рассматривали как очень важные факторы в объяснении конечной неудачи голландской китобойной промышленности в конце XIX века.

## В культуре

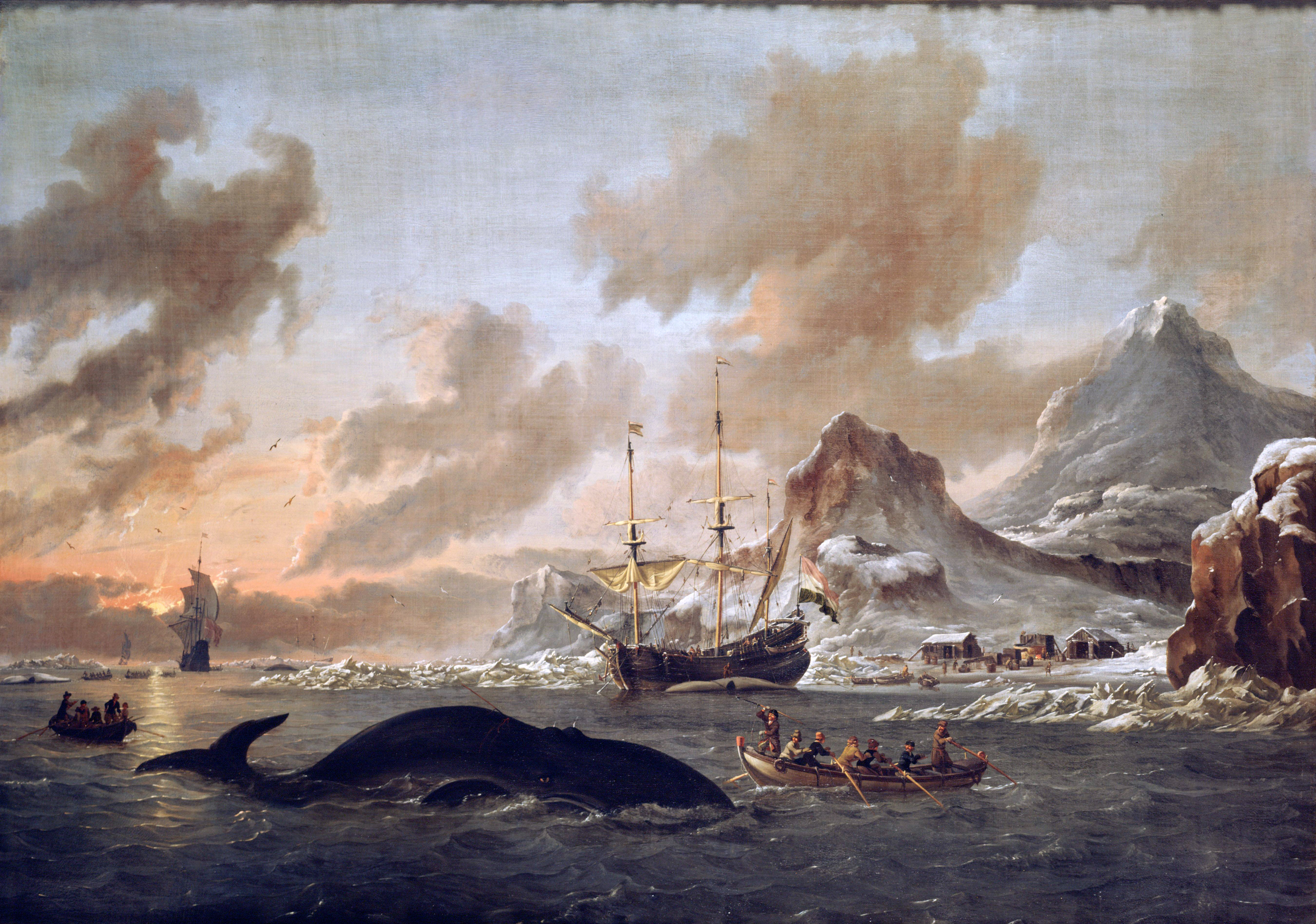
Голландские китобои возле Шпицбергена. Авраам Шторк, 1690 год

Голландская и Фламандская морская живопись XVI и XVII веков зеркало возникновение Голландской Республики как великой морской державы и подъема морского пейзажа в качестве самостоятельного вида искусства в стране. Работы этого периода вошли корабли парусного спорта, торговли, боев, рыбной ловли и китобойного промысла.
Успех картин показывающие китобойные сцены в голландской живописи не может быть полностью объяснено популяризацией экономических интересов.

## Современный китобойный промысел
В 1964 году, последнее голландское китобойное судно "Виллем Баренц", было продано японской китобойной компании, в результате чего закончилась долгая история голландского китобойного промысла.
В период с 1946-1964 гг, участие Нидерландов в современном, послевоенном китобойном промысле в Антарктике настойчиво преследовалось.
Текущее голландское правительство выступает против практики китобойного промысла.